# Sanghaj–Vuhan–Csengtu nagysebességű vasútvonal
A Sanghaj–Vuhan–Chengdu nagysebességű vasútvonal (egyszerűsített kínai írással: 沪汉蓉快速客运通道; pinjin: Hù-Hàn-Róng Kuàisù Kèyùn Tōngdào) egyike Kína nyolc nagysebességű vasútvonalának. A vonal 2078 km hosszú, kétvágányú, 25 kV 50 Hz-cel villamosított, normál nyomtávolságú, és nyolc részből áll. 2014 július elsejével az utolsó szakasza is elkészült, így a teljes vonalon elindulhatott a forgalom.

## Részei
| Vonal                                                                               | Maximális sebesség (km/h) | Hossz (km) | Építkezés kezdete | Megnyitás  |
| ----------------------------------------------------------------------------------- | ------------------------- | ---------- | ----------------- | ---------- |
| Sanghaj–Vuhan–Chengdu nagysebességű vasútvonal (Huhanrong High-Speed Rail Corridor) | 200- 350                  | 2078       | 2003-12-01        | 2014-07-01 |
| Peking–Sanghaj NSV (Sanghaj–Nanjing szekció)                                        | 300                       |            |                   | 2011-06-30 |
| Hofej–Nanking NSV (Hening NSV)                                                      | 250                       | 166        | 2005-06-11        | 2008-04-19 |
| Hofej–Vuhan-vasútvonal (Hewu Passenger Designated Line)                             | 250                       | 351        | 2005-08-01        | 2009-04-01 |
| Hankou–Jicsang nagysebességű vasútvonal (Hanyi vonal)                               | 250                       | 293        | 2008-09-17        | 2012-07-01 |
| Jicsang–Vancsou-vasútvonal (Yiwan vasútvonal)                                       | 200                       | 377        | 2003-12-01        | 2010-12-23 |
| Csungcsing−Licsuan nagysebességű vasútvonal (Yuli vonal)                            | 200                       | 264        | 2008-12-29        | 2012       |
| Suining–Chongqing-vasútvonal* (Suiyu vonal)                                         | 200                       | 132        | 2009-01-18        | 2012-01    |
| Dazhou–Chengdu-vasútvonal* (Dacheng vasútvonal)                                     | 200                       | 148        | 2005-05           | 2009-06-30 |